# Google Hangouts
Google Hangouts là nền tảng phương tiện truyền thông được Google phát triển, bao gồm tin nhắn tức thời, video chat, SMS và VOIP. Ứng dụng này thay thế cho cả ba sản phẩm là Google Talk, Google+: Messenger (trước đây là: Huddle) và Hangouts.
Người dùng có thể sử dụng Hangouts để kết nối với bạn bè thông qua máy tính hay trên các thiết bị chạy hệ điều hành Android và IOS. Hangouts làm sinh động cho những cuộc hội thoại nhóm và cuộc hội thoại giữa các người dùng bằng hình ảnh, biểu tượng cảm xúc và các cuộc gọi video miễn phí.